# Live from Los Angeles
Live from Los Angeles è un album a nome della Oliver Nelson Big Band, pubblicato dalla Impulse! Records nel 1967 (secondo alcuni cataloghi la data indicata è il 1968 ma seguendo la cronologia del codice dell'LP è più plausibile il 1967). Il disco fu registrato dal vivo al Marty's on the Hill di Los Angeles, California (Stati Uniti) nelle date indicate nella lista tracce.

## Tracce
Lato A
1. Miss Fine – 4:04 (Oliver Nelson) – Registrato il 2 giugno del 1967
2. Milestones – 8:16 (Miles Davis) – Registrato il 3 giugno del 1967
3. I Remember Bird – 5:29 (Leonard Feather) – Registrato il 4 giugno del 1967

Lato B
1. Night Train – 4:39 (O Washington, L Simpkins, J Forrest) – Registrato il 4 giugno del 1967
2. Guitar Blues – 4:15 (Oliver Nelson) – Registrato il 4 giugno del 1967
3. Down by the Riverside – 8:29 (Oliver Nelson) – Registrato il 4 giugno del 1967
4. Ja-Da – 2:05 (Bob Carleton) – Registrato il 4 giugno del 1967

## Musicisti
Brani A1 e A2
- Oliver Nelson - sassofono soprano, arrangiamenti, conduttore musicale
- Bobby Bryant - tromba
- Conte Candoli - tromba
- Buddy Childers - tromba
- Freddy Hill - tromba
- Lou Blackburn - trombone
- Billy Byers - trombone
- Pete Myers - trombone
- Ernie Tack - trombone basso
- Gabe Baltazar - sassofono alto
- Frank Strozier - sassofono alto
- Bill Perkins - sassofono tenore
- Tom Scott - sassofono tenore
- Jack Nimitz - sassofono baritono
- Frank Strazzeri - pianoforte
- Monte Budwig - contrabbasso
- Ed Thigpen - batteria

Brani A3, B1, B2, B3 e B4
- Oliver Nelson - sassofono soprano, arrangiamenti, conduttore musicale
- Bobby Bryant - tromba
- Conte Candoli - tromba
- Buddy Childers - tromba
- Freddy Hill - tromba
- Lou Blackburn - trombone
- Billy Byers - trombone
- Pete Myers - trombone
- Ernie Tack - trombone basso
- Gabe Baltazar - sassofono alto
- Frank Strozier - sassofono alto
- Bill Perkins - sassofono tenore
- Tom Scott - sassofono tenore
- Jack Nimitz - sassofono baritono
- Frank Strazzeri - pianoforte
- Mel Brown - chitarra (brani: B1 e B2)
- Monte Budwig - contrabbasso
- Ed Thigpen - batteria